# Kabinett Conte I
Das Kabinett Conte I unter der Leitung von Giuseppe Conte wurde am 1. Juni 2018 gebildet. Es war das 65. Kabinett der Italienischen Republik. Die Koalition der populistischen Parteien, die dieses Kabinett und die Regierung gebildet haben, bezeichnete sich selbst als „Regierung der Veränderung“. Am 5. September 2019 wurde es durch das Kabinett Conte II abgelöst.

## Regierungsparteien und Unterstützer
Die Regierung wurde aus den beiden folgenden Parteien gebildet.
| Partei | Partei                                        | Parteivorsitzende/-r | Politische Ausrichtung                                                                                    | Europäische Partei/Fraktion |
| ------ | --------------------------------------------- | -------------------- | --- | --------------------------- |
|        | Movimento 5 Stelle (M5S) Fünf-Sterne-Bewegung | Luigi Di Maio        | Populismus, Moderate EU-Skepsis, Antikorruption, E-Demokratie, Ökologismus, Wachstumsrücknahme            | –/EFDD                      |
|        | Lega Nord (Lega) Liga Nord                    | Matteo Salvini       | Föderalismus, Regionalismus, Rechtspopulismus, italienischer Nationalismus, Anti-Einwanderung, EU-Skepsis | MENL/ENF                    |

## Hintergrund und Regierungsbildung

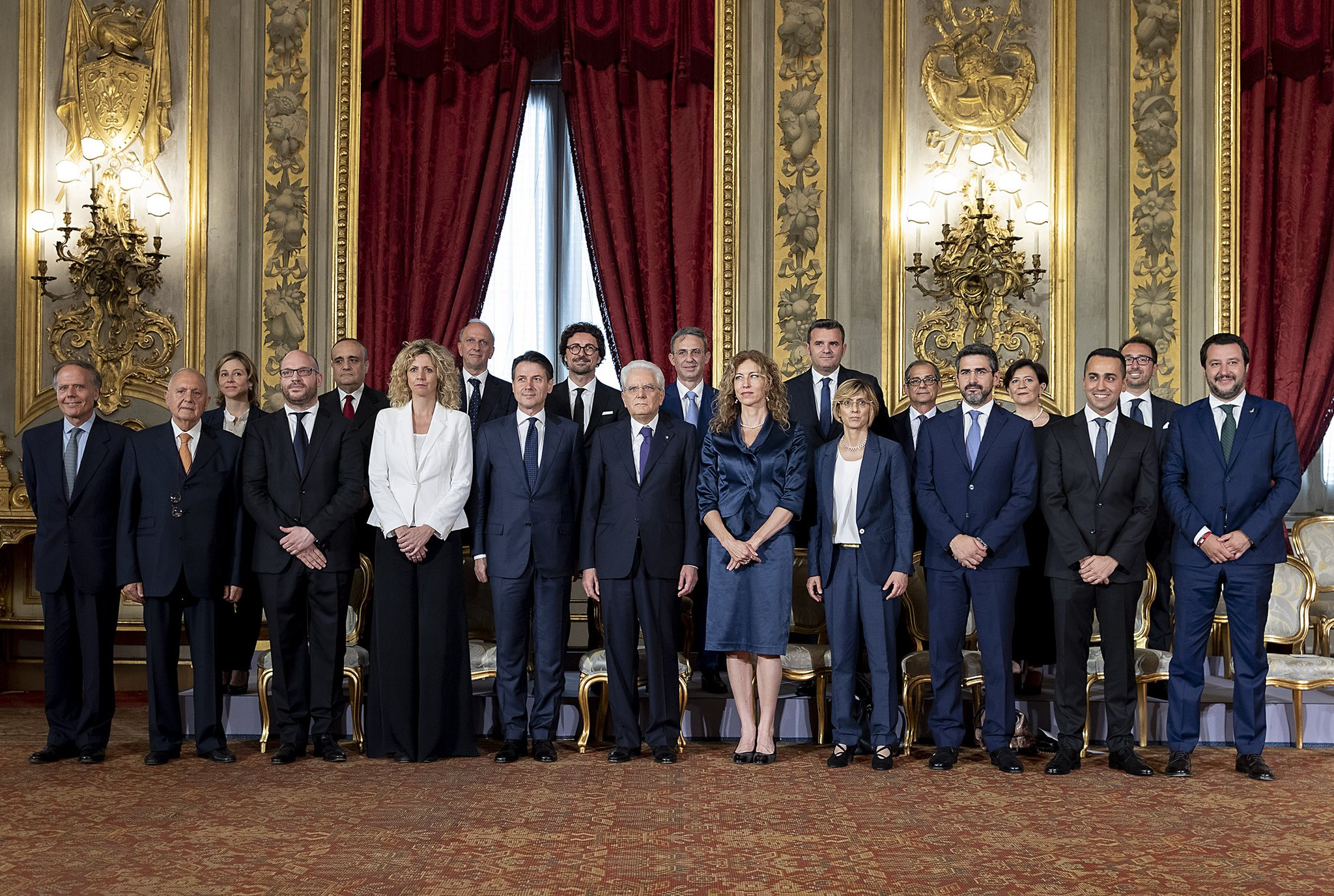
Kabinett Conte mit Staatspräsident Mattarella am 1. Juni 2018 im Quirinalspalast

Die Parlamentswahlen im März 2018 führten zu einem Hung parliament. Die von Luigi Di Maio angeführte Fünf-Sterne-Bewegung (M5S) wurde die Partei mit den meisten Wählerstimmen und Parlamentssitzen, während die Mitte-Rechts-Allianz um Matteo Salvini und seine Lega als weitere politische Kraft eine Vielzahl von Sitzen in der Abgeordnetenkammer und im Senat gewann, jedoch nur etwa halb so viel wie M5S. Die Mitte-Links-Koalition um die Demokratische Partei (PD) und den ehemaligen Premierminister Matteo Renzi kam nur noch auf Platz drei.
Am 9. Mai, nach Wochen des politischen Stillstands und dem Scheitern verschiedener Versuche der Bildung von Regierungen, einschließlich M5S-Mitte-rechts und M5S-PD, forderten Di Maio und Salvini offiziell von Präsident Sergio Mattarella, ihnen 24 weitere Stunden zu geben, um eine Regierungsvereinbarung zwischen ihren beiden Parteien zu treffen. Später am selben Abend verkündete Silvio Berlusconi öffentlich, dass die Forza Italia einer M5S-Lega-Regierung bei einer Vertrauensabstimmung im Parlament nicht das Vertrauen aussprechen werde, aber dennoch die Mitte-Rechts-Allianz aufrechterhalten werde.
Am 13. Mai erzielten die M5S und die Lega eine grundsätzliche Einigung über ein Regierungsprogramm, das wahrscheinlich den Weg für eine Regierungskoalition zwischen den beiden Parteien freimachen würde, aber sie konnten keine Einigung hinsichtlich der Mitglieder eines Regierungskabinetts finden, vor allem über das Amt des Präsidenten des Ministerrats gab es große Differenzen. Die Führer der M5S und der Lega trafen am 14. Mai mit Präsident Mattarella zusammen und baten um eine zusätzliche Verhandlungswoche, um ein detailliertes Regierungsprogramm zu vereinbaren, und einen Kandidaten für das Amt des Präsidenten des Ministerrats zu finden, der die Regierung führen soll. Sowohl M5S als auch die Lega gaben ihre Absicht bekannt, ihre jeweiligen Mitglieder zu bitten, bis zum Wochenende über das Regierungsabkommen abzustimmen.
Am 21. Mai wurde der Professor für Privatrecht und M5S-Berater Giuseppe Conte von Di Maio und Salvini für das Amt des Präsidenten des Ministerrats vorgeschlagen. Obwohl Berichte in den Medien darauf hinwiesen, dass Präsident Mattarella erhebliche Vorbehalte gegenüber der Richtung der neuen Regierung hatte, wurde Conte in den Quirinalspalast eingeladen. Am 23. Mai erhielt er das Mandat ein neues Kabinett zu bilden durch den Präsidenten. In seiner Erklärung nach der Ernennung sagte Conte, dass er der „Verteidiger des italienischen Volkes“ sein würde. Am nächsten Tag führte Conte Gespräche mit allen im Parlament vertretenden Parteien. Die Regierung formierte sich bald aus M5S und Lega. Die beiden Parteien wollten Paolo Savona als Minister für Wirtschaft und Finanzen vorschlagen, gegen den Präsident Mattarella große Vorbehalte besaß, in Anbetracht Savonas angeblichen Unterstützung eines verdeckten Austritts Italiens aus dem Euro. Am 27. Mai lehnte Präsident Mattarella die Ernennung von Savona ab, und Conte verzichtete nach tagelangen Verhandlungen und einem Ultimatum der beiden Parteiführer auf sein Mandat.
Am 28. Mai berief Präsident Mattarella Carlo Cottarelli (ehemaliger Direktor des Internationalen Währungsfonds) in den Quirinalspalast und gab ihm die Aufgabe, eine neue Regierung zu bilden. Am selben Tag kündigte die PD an, dass sie bei einer Vertrauensabstimmung sich der Stimme enthalten würde, während die M5S, die Lega, FI und die FdI dagegen stimmen würden. Cottarelli sollte am 29. Mai seine Liste der Minister Präsident Mattarella zur Genehmigung vorlegen. Am 29. Mai und am 30. Mai hielt er jedoch nur informelle Konsultationen mit dem Präsidenten ab und wartete auf die Bildung einer „politischen Regierung“. Unterdessen erklärten Di Maio und Salvini ihre Bereitschaft, Verhandlungen aufzunehmen, um eine politische Regierung zu bilden. Giorgia Meloni, die Vorsitzende der FdI, erklärte ihre Partei werde die Regierung unterstützen.
Am 31. Mai gaben die M5S und die Lega ihre neue Vereinbarung über eine Conte geführte Regierung mit Giovanni Tria als Minister für Wirtschaft und Finanzen, der ebenfalls wegen der zu starken Wirtschaftskraft Deutschlands innerhalb der EU das Gleichgewicht gefährdet sieht, und mit Savona nun als Minister für europäische Angelegenheiten bekannt. Anschließend berief Präsident Mattarella Conte ein, der die Liste der Minister bekannt gab; in der Liste sind Lega und M5S zu gleichen Teilen vertreten, parteiunabhängige teils technische Experten ergänzen die vom Staatsoberhaupt akzeptierte Ministerliste. Am 1. Juni haben Conte und seine Minister ihren Amtseid geleistet und sind vereidigt worden.

## Kabinett

### Präsident des Ministerrats
| Amt oder Ressort           | Bild | Name           | Partei | Partei    |
| -------------------------- | ---- | -------------- | ------ | --------- |
| Präsident des Ministerrats |      | Giuseppe Conte |        | parteilos |

### Sekretär des Ministerrats
| Amt oder Ressort          | Bild | Name                | Partei | Partei |
| ------------------------- | ---- | ------------------- | ------ | ------ |
| Sekretär des Ministerrats |      | Giancarlo Giorgetti |        | Lega   |

### Minister
| Amt oder Ressort                                                                                        | Foto | Name                  | Partei | Partei    |
| --- | ---- | --------------------- | ------ | --------- |
| Stellvertreter des Präsidenten des Ministerrats Wirtschaftliche Entwicklung, Arbeits- und Sozialpolitik |      | Luigi Di Maio         |        | M5S       |
| Stellvertreter des Präsidenten des Ministerrats Inneres                                                 |      | Matteo Salvini        |        | Lega      |
| Auswärtiges                                                                                             |      | Enzo Moavero Milanesi |        | parteilos |
| Wirtschaft und Finanzen                                                                                 |      | Giovanni Tria         |        | parteilos |
| Verteidigung                                                                                            |      | Elisabetta Trenta     |        | M5S       |
| Justiz                                                                                                  |      | Alfonso Bonafede      |        | M5S       |
| Infrastruktur und Verkehr                                                                               |      | Danilo Toninelli      |        | M5S       |
| Landwirtschaft und Tourismus                                                                            |      | Gian Marco Centinaio  |        | Lega      |
| Bildung, Universitäten und Forschung                                                                    |      | Marco Bussetti        |        | parteilos |
| Gesundheit                                                                                              |      | Giulia Grillo         |        | M5S       |
| Kultur                                                                                                  |      | Alberto Bonisoli      |        | M5S       |
| Umwelt                                                                                                  |      | Sergio Costa          |        | parteilos |

### Staatsminister
| Amt oder Ressort                                 | Foto | Name                                  | Partei | Partei    |
| ------------------------------------------------ | ---- | ------------------------------------- | ------ | --------- |
| Europäische Angelegenheiten                      |      | Paolo Savona bis 8. März 2019         |        | parteilos |
| Europäische Angelegenheiten                      |      | Lorenzo Fontana ab 8. März 2019       |        | Lega      |
| Regionale Angelegenheiten und Autonomie          |      | Erika Stefani                         |        | Lega      |
| Beziehungen zum Parlament und Direkte Demokratie |      | Riccardo Fraccaro                     |        | M5S       |
| Süditalien                                       |      | Barbara Lezzi                         |        | M5S       |
| Öffentliche Verwaltung und Vereinfachung         |      | Giulia Bongiorno                      |        | Lega      |
| Familien und Behinderung                         |      | Lorenzo Fontana bis 10. Juli 2019     | Lega   |           |
| Familien und Behinderung                         |      | Alessandra Locatelli ab 10. Juli 2019 |        | Lega      |

## Veränderungen
Am 9. März 2019 schied Paolo Savona als Minister für europäische Angelegenheiten aus dem Kabinett aus, nachdem er zum Präsidenten der Börsenaufsichtsbehörde Consob ernannt worden war. Am 10. Juli 2019 übernahm Lorenzo Fontana das nach dem Ausscheiden von Savona von Ministerpräsident Conte kommissarisch geführte Amt. Für Fontana rückte im Ministerium für Familien und Behinderung Alessandra Locatelli von der Lega nach.

## Rücktritt
Ein ablehnendes Votum der Fünf-Sterne-Bewegung im Senat gegen das Eisenbahnprojekt Turin–Lyon am 7. August 2019 nahm Innenminister Salvini zum Anlass, den Bruch der Koalition zu erklären. Am 9. August 2019 reichte die Lega einen Misstrauensantrag gegen die Regierung Conte ein. Conte selbst erklärte bei seiner Rede vor dem Senat am 20. August, dass er seinen Rücktritt eingereicht habe. Staatspräsident Mattarella nahm das Rücktrittsersuchen an, bat Conte aber gleichzeitig, die Amtsgeschäfte bis zur Bildung einer neuen Regierung zu führen.